# Mellemitaliens Forenede Provinser
 For alternative betydninger, se Italien (flertydig). (Se også artikler, som begynder med Italien)
Mellemitaliens Forenede Provinser (italiensk: Province Unite del Centroitalia) var en kortlivet klientstat til Kongeriget Sardinien. Det var blevet dannet af samlingen af Storhertugdømmet Toscana, Hertugdømmet Parma, Hertugdømmet Modena samt nogle områder i det nordlige af Kirkestaten. Grunden til dette var, at de lokale fyrster var blevet afsat efter en revolution. Da Kongeriget Sardinien var områdets overherre, var det også reelt kong Victor Emanuel 2., som var områdets hersker, selvom der dog var en generalguvernør som stedfortræder.
Efter en folkeafstemning i marts 1860 blev området annekteret af Kongeriget Sardinien.